# Otto Graff (Zoologe)

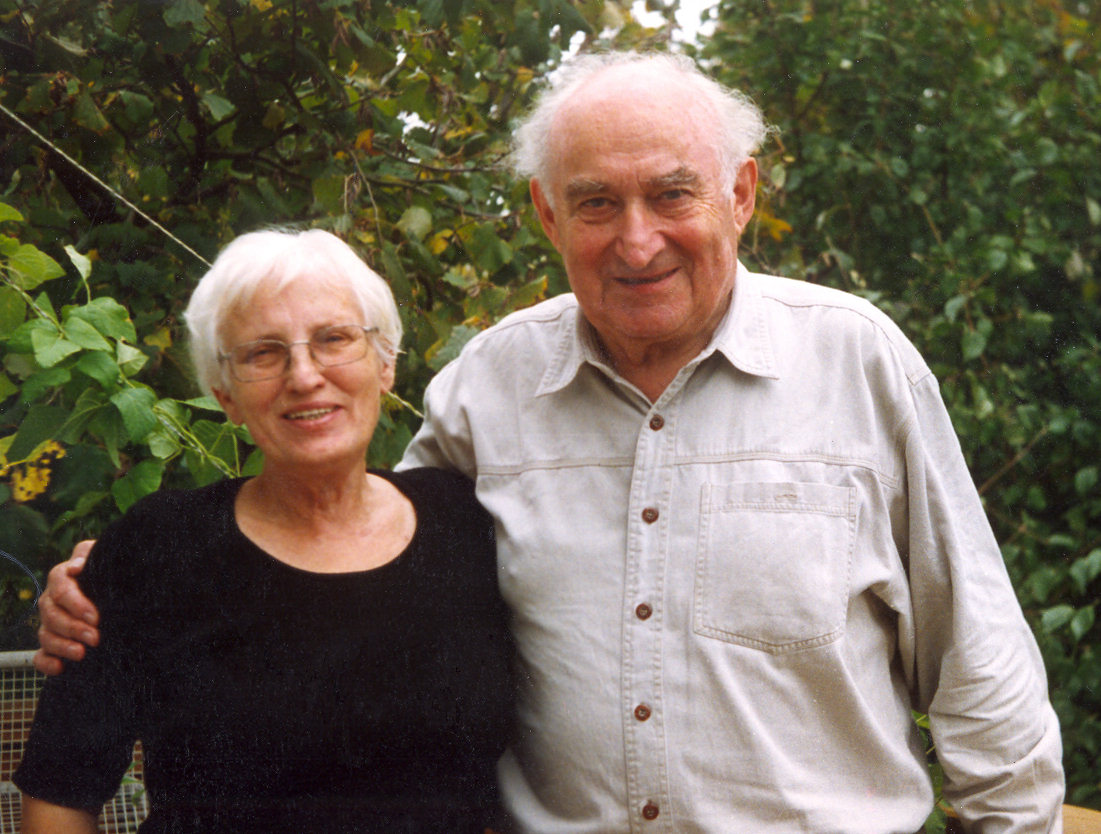
Otto Graff (mit Ehefrau Irmgard), 1997

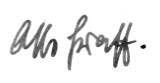
Signatur, 2009

Otto Emil Wilhelm Graff (* 17. August 1917 in Steglitz; † 3. Januar 2014 in Braunschweig) war ein deutscher Zoologe und Bodenkundler. Er war von 1949 bis 1980 in der damaligen Forschungsanstalt für Landwirtschaft in Braunschweig-Völkenrode (heute Johann Heinrich von Thünen-Institut) beschäftigt. Sein Hauptarbeitsgebiet war die Ökologie der Bodentiere von landwirtschaftlich genutzten Böden. Im Vordergrund standen dabei die Humuswirtschaft und die Ökologie der Regenwürmer. Nach seiner Habilitation im Fachbereich Agrarwissenschaften der Justus-Liebig-Universität Gießen war er in Gießen auch als Hochschullehrer tätig.

## Werdegang
Otto Graff besuchte von 1924 bis 1927 die Elementarschule Mannheim, danach bis zum Abitur im Jahr 1936 das humanistische Karl-Friedrich-Gymnasium in Mannheim. Nach einigen Monaten im Reichsarbeitsdienst leistete er von Oktober 1936 bis Oktober 1938 Wehrdienst beim Artillerie-Regiment 51 in Hanau und Fulda. Im November 1938 begann Graff eine kaufmännische Lehre in der Pharmafirma Knoll AG (heute Teil von Abbott Laboratories) in Ludwigshafen am Rhein. Schon im August 1939 wurde er aber aufgrund der Mobilmachung wieder zur Wehrmacht eingezogen und bis zur Kapitulation der Wehrmacht in verschiedenen Einheiten, hauptsächlich an der Ostfront, eingesetzt. In dieser Zeit wurde er viermal verwundet, beim letzten Mal schwer; aus diesem Grund blieb ihm eine längere Gefangenschaft erspart.
Nach der dritten Verwundung wurde Graff von Oktober 1942 bis Frühjahr 1943 ein Studienurlaub gewährt, so dass er ein Semester Biologie an der Universität München studieren konnte. Bereits im Wintersemester 1945/46 konnte er zunächst an der Universität Hamburg das Studium der Biologie fortsetzen. Zum Sommersemester 1946 wechselte er an die Technische Hochschule Braunschweig, wo gerade ein Zoologisches Institut eingerichtet worden war. Schwerpunkt seiner Studien war hier neben den biologischen Fächern insbesondere die Chemie. Seine Lehrer waren unter anderem der Botaniker Gustav Gassner, der Zoologe Gerhard von Frankenberg und der Chemiker Hans Herloff Inhoffen.
Im Februar 1950 beendete Graff das Studium mit seiner Promotion zum Dr. rer. nat. mit einer Arbeit über „Die Regenwürmer der Umgebung von Braunschweig und ihre Bedeutung für die Landwirtschaft“. Bereits seit 1949 war er unter Walter Sauerlandt als Wissenschaftlicher Mitarbeiter im Institut für Humuswirtschaft (später umbenannt in Institut für Bodenbiologie) der Forschungsanstalt für Landwirtschaft in Braunschweig-Völkenrode beschäftigt. Später hatte Otto Graff die erste Planstelle für Bodenzoologie des Ackerbaues und der Kompostwirtschaft in einem landwirtschaftlichen Forschungsinstitut inne.
1964 folgte die Habilitation im Fachbereich Agrarwissenschaften der Justus-Liebig-Universität Gießen mit dem Titel „Untersuchungen über die Bodenfauna in Ackerböden“. Danach war er bis zu seiner Pensionierung in Gießen auch als Hochschullehrer tätig. Zu seinen Doktoranden gehörten unter anderem Franz Makeschin (* 1950), von 1997 bis 2013 Hochschullehrer für Bodenkunde an der TU Dresden sowie Ghassem-Ali Omrani (Hochschullehrer an der Tehran University of Medical Sciences).
Otto Graff war seit dem 20. Juli 1944 mit Irmgard Graff geb. Karsten verheiratet, die am 20. Januar 2018 verstarb. Das Paar hatte drei Kinder, zehn Enkelkinder und neun Urenkel. Jahrzehntelang war Otto Graff Obmann der Behinderten an der Forschungsanstalt für Landwirtschaft. Seit 1980 lebte er in Braunschweig-Völkenrode im Ruhestand. Am 3. Januar 2014 verstarb er in einem Krankenhaus in Braunschweig.

## Forschungsschwerpunkte
Die Forschungsschwerpunkte von Otto Graff waren faunistische Untersuchungen an Bodentieren sowie agrarökologische Untersuchungen. Ferner befasste er sich mit der Geschichte der Erforschung von Regenwürmern im 18. und 19. Jahrhundert, speziell mit der Wirkung von Darwins Studie über Die Bildung der Ackererde durch die Tätigkeit der Würmer und mit den Arbeiten von Victor Hensen. Unter anderem bestätigte Graff durch Experimente Darwins Vermutung, dass die von Regenwürmern gegrabenen Röhren später bevorzugt von Pflanzenwurzeln durchzogen werden, da sich dort – in den Auskleidungen der Röhren und den Exkrementen – besonders viel organischer Dünger befindet.
1966 organisierte Graff das von mehr als 120 Forschern besuchte Internationale Bodenzoologische Kolloquium an der Forschungsanstalt für Landwirtschaft. 1970/71 untersuchte er als Consultant der FAO für Mikrobiologie während eines Forschungsaufenthalt in Kuwait die Eignung von ungereinigten und gereinigten Stadtabwässern für die Produktion von Frischgemüse.
Otto Graff war Mitglied der Deutschen Bodenkundlichen Gesellschaft und der Gesellschaft für Agrargeschichte. Nach dem Ausscheiden aus dem Dienst der Forschungsanstalt für Landwirtschaft war er fünf Jahre lang Präsident des „Förderverbandes zur Nutzbarmachung von Wurmkulturen“.

## Schriften (Auswahl)

### Fachartikel
- Die Regenwürmer der Umgebung von Braunschweig und ihre Bedeutung für die Landwirtschaft. Dissertation, Techn. Univ. Braunschweig, 1950.
- Beitrag zur Kenntnis der deutschen Lumbricidenfauna. In: Zoologischer Anzeiger. Band 151, Nr. 1–2, 1953, S. 25–28.
- Bodenzoologische Untersuchungen mit besonderer Berücksichtigung der terrikolen Oligochaeten. In: Zeitschrift für Pflanzenernährung, Düngung, Bodenkunde. Band 106, 1953, S. 72–77.
- Die Regenwurmfauna im östlichen Niedersachsen und in Schleswig-Holstein. In: Beiträge zur Naturkunde Niedersachsens. Band 7, Nr. 2, 1954, S. 48–56
- Weiterer Beitrag zur Kenntnis der deutschen Lumbricidenfauna. In: Zoologischer Anzeiger. Band 161, 1958, S. 288–291.
- Die Regenwürmer (Oligochaeta Lumbricdae) auf dem Gelände der Forschungsanstalt für Landwirtschaft Braunschweig-Völkenrode. In: Landbauforschung Völkenrode. Band 11, 1961, S. 19–22.
- Regenwurmtest zur biologischen Prüfung von Abwässern. In: Wasser und Nahrung. Band 4, 1956/57, S. 3–7.
- Untersuchungen über die Bodenfauna in Ackerböden. Habilitations-Schrift, Landwirtschaftliche Fakultät der Universität Gießen, 1964.
- Über die Verlagerung von Nährelementen in den Unterboden durch Regenwurmtätigkeit. In: Landwirtschaftliche Forschung. Band 20, Nr. 2–3, 1967, S. 117–127.
- Regenwurmtätigkeit im Ackerboden unter verschiedenem Bedeckungsmaterial, gemessen an der Losungsablage. In: Pedobiologia. Band 9, 1969, S. 120–127.
- Der Einfluß verschiedener Mulchmaterialien auf den Nährelementgehalt von Regenwurmröhren im Unterboden. In: Pedobiologia. Band 10, 1970, S. 305–319.
- Beeinflussen Regenwurmröhren die Pflanzenernährung? In: Landbauforschung Völkenrode. Band 21, 1971, S. 103–108.
- Gewinnung von Biomasse aus Abfallstoffen durch Kultur des Kompostregenwurms Eisenia foetida. In: Landbauforschung Völkenrode. Band 24, 1974, S. 137–142.
- mit R. Aldag: N-Fraktionen in Regenwurmlosung und deren Ursprungsboden. In: Pedobiologia. Band 15, 1975, S. 151–153.
- Wechselbeziehungen zwischen Regenwurmtätigkeit und Pflanze. In: Reinhold Tüxen (Hrsg.): Vegetation und Fauna. Cramer, Vaduz 1977, S. 105–118.
- Physiologische Rassen bei Eisenia foetida? Ein Beitrag zur Frage der Domestikation dieser Art. In: Revue d'Écologie et de Biologie du Sol. Band 15, 1978, S. 251–263.
- mit O. Hartge: Der Beitrag der Fauna zur Durchmischung und Lockerung des Bodens. In: Mitteilungen der Deutschen Bodenkundlichen Gesellschaft. Band 18, 1974, S. 447–460.
- mit F. Makeschin: Beeinflussung des Ertrags von Weidelgras (Loliummultiflorum) durch Ausscheidungen von Regenwürmern dreier verschiedener Arten. In: Pedobiologia. Band 20, 1980, S. 176–180.

### Bücher
- Die Regenwürmer Deutschlands. Schriftenreihe der Forschungsanstalt für Landwirtschaft Braunschweig-Völkenrode, Nr. 7, Verlag M. & H. Schaper, Hannover 1953, 81 S.
- Unsere Regenwürmer. Lexikon für Freunde der Bodenbiologie. Schaper Verlag, Hannover 1983.
- Geschichte der organischen Düngung. Von Stercutus bis heute. AGRARIA – Studien zur Agrarökologie, Bd. 15. Verlag Dr. Kovač, 1995.
- mit Rhea Graff: Der Haustiermist in der Heiz- und Wärmetechnik. Lulu.com, 2007, ISBN 978-1847998378.

### Lehrfilme
- Lumbricus terrestris (Lumbricidae) – Fortbewegung und Ernährungsweise. FWU / IWF 1973, E 2714. filmarchives-online.eu.
- Lumbricus terrestris (Lumbricidae) – Paarung. FWU / IWF 1973, E. 2715. filmarchives-online.eu.

## Belege
1. ↑  Traueranzeige. (Memento vom 1. Februar 2014 im Internet Archive) Im Original publiziert auf braunschweiger-zeitung.de im Januar 2014.
2. ↑  Otto Graff: Darwin on earthworms – the contemporary background and what the critics thought. In: J. E. Satchell (Hrsg.): Earthworm Ecology. From Darwin to Vermiculture. Chapman and Hall, London und New York 1983.
3. ↑  Otto Graff: Die Regenwurmfrage im 18. und 19. Jahrhundert und die Bedeutung Victor Hensens. In: Zeitschrift für Agrargeschichte und Agrarsoziologie. Band 27, 1978, S. 232–243.
4. ↑  Monika Joschko & Otto Graff: Die Heinzelmännchen des Bodens. „Biologische Bodenbearbeitung“ durch Regenwürmer. In: Landwirtschaft ohne Pflug. Band 4, 1999, S. 10–12.
5. ↑  Otto Graff, John Satchell (Hrsg.): Progress in soil biology: proceedings of the Colloquium on Dynamics of Soil Communities; Braunschweig-Völkenrode, 5.-10. September 1966. Braunschweig: Vieweg 1967; Amsterdam: North-Holland Pub.

| Personendaten    | Personendaten                      |
| ---------------- | ---------------------------------- |
| NAME             | Graff, Otto                        |
| ALTERNATIVNAMEN  | Graff, Otto Emil Wilhelm           |
| KURZBESCHREIBUNG | deutscher Zoologe und Bodenkundler |
| GEBURTSDATUM     | 17. August 1917                    |
| GEBURTSORT       | Berlin-Steglitz                    |
| STERBEDATUM      | 3. Januar 2014                     |
| STERBEORT        | Braunschweig                       |